# Lipolexis wuyiensis
Lipolexis wuyiensis är en stekelart som beskrevs av Chen 1981. Lipolexis wuyiensis ingår i släktet Lipolexis och familjen bracksteklar. Inga underarter finns listade i Catalogue of Life.